# Seznam osebnosti iz Občine Dobrna
Seznam osebnosti iz Občine Dobrna vsebuje osebnosti, ki so se tu rodile, delovale ali umrle.
Občina Dobrna ima 11 naselij: Brdce nad Dobrno, Dobrna, Klanc, Loka pri Dobrni, Lokovina, Parož, Pristova, Strmec nad Dobrno, Vinska Gorica, Vrba, Zavrh nad Dobrno.

## Politika in pravo
- Josip Sernec (1884, Slovenska Bistrica – 1925, Ljubljana), politik, gospodarstvenik, pravnik, častni občan Občine Dobrna
- Franc Šter (1878, Zgornji Brnik – 1945, Celje), pravnik, ravnatelj zdravilišča v Dobrni

## Religija
- Gašpar Franchi (okoli 1657, Videm – 1733, Ljubljana), zvonar, vliti zvonovi v Dobrni (1693)
- Gašper Rupnik (1714, Vojnik – 1790, Vojnik), nabožni pisatelj, duhovnik, vikar v Dobrni (1748–1751)
- Matija Karba (1852, Babinci – 1930, Zreče), duhovnik, kaplan v Dobrni
- Jožef Marija Kržišnik (1865, Lenart nad Lušo – 1926, Trnovo, Ilirska Bistrica), pesnik, prevajalec, socialni delavec, duhovnik, kaplan v Dobrni
- Jožef Zabukovšek (1804, Polje pri Bistrici – 1870, Bizeljsko), nabožni pisec, duhovnik, kaplan v Dobrni (1833)
- Janez Arlič (1812, Pristova – 1879, Prihova, duhovnik, pesnik
- Matija Zemljič (1873, Gornja Radgona – 1934, Sveti Tomaž), pesnik, prevajalec, duhovnik, ordinarij v Dobrni (1897)
- Alojzij Cvikl (1955, Celje –), duhovnik, redovnik, jezuit, obiskoval OŠ v Dobrni

## Umetnost in kultura
- Jožef Staner (1701, Irdning - ?), kipar, ohranjena plastika Marije v velikem oltarju župnijske cerkve v Dobrni (1740)
- Janez Anton Suppantschitsch (1785, Ljubljana – 1833, Koper), pesnik, dramatik, zgodovinar, potopisec, vključil izlet v Dobrno kot del potopisa, napisal posvetilno pesem dobrnski graščakinji
- Johann Gabriel Seidl (1804, Dunaj – 1875, Dunaj), pesnik, dramatik, potopisec (potopis Mineralno kopališče na Dobrni), arheolog, šolnik
- Tomaž Fantoni (1822, Humin, Italija – 1892, Slovenske Konjice), slikar, prvo samostojno delo je izvršil na Dobrni (župnijska cerkev, 1857)
- Marko Vipotnik (1861, Griže – 1921, Žalec), slikar, izdelal cerkvene freske v Strmcu nad Dobrno
- Elda Piščanec (1897, Trst – 1967, Vine), slikarka, živela v Dobrni
- Miro Kranjec (1916, Sežana – 1999, Sežana), slikar, kulturno prosvetni delavec, skupinsko razstavljal v Dobrni
- Miško Baranja (1920, Vanča vas – 1993, Murska Sobota), glasbenik, cimbalist, sezonsko zaposlen v Termah Dobrna (1957, 1959)
- Borivoj Peter Wudler (1932, Slovenj Gradec – 1981, Šentjur), pisatelj, slikar, obiskoval OŠ v Dobrni
- Andrej Capuder (1942, Ljubljana – 2018, Dobrna, pokopan v Ljubljani), prvi kulturni minister v samostojni Sloveniji, prevajalec, romanopisec, esejist in pesnik, humanist in univerzitetni profesor

## Znanost in šolstvo
- Julius Dreger (1861, Trst – 1945, Königstetten), geolog, geološko raziskoval topli vrelec v Dobrni
- Ciril Pregelj (1887, Olševek – 1966, Ljubljana), glasbeni pedagog, zborovodja, skladatelj, učiteljeval v Dobrni
- Drago Karolin (1901, Dobrna – 1993, Ilirska Bistrica), učitelj, planinski delavec, turistični delavec
- Ivan Berce (1915, Mala Bukovica – 1979, Ljubljana), šolnik, vzgojitelj, upravnik Doma dece padlih vojakov v Dobrni (1947)
- Franc Cimerman (1933, Kranj – 2015, Ljubljana, pokopan v Kranju), geolog, mikropaleontolog, v skupini preučeval soteške plasti med Socko in Dobrno
- Ana Krajnc (1938, Celje –), pedagoginja, andragoginja, predavala v Dobrni

## Zdravstvo
- Karl Friedrich Henn (1809, Frankolovo – 1877, Rimske Toplice), zdravnik, podjetnik, župan, zdraviliški zdravnik na Dobrni
- Ferdinand Trenz (1879, Novo mesto – 1943, Celje), zdravnik, kopališki zdravnik v Dobrni (1922–?)
- Marija Stucin (1913, Dunaj, Avstrija – ?), zdravnica, ginekologinja, udeleženka strokovnega kongresa v Dobrni
- Ruža Aćimović Janežič (1928, Ljubljana – 2021, ?), zdravnica, specialistka fizikalne medicine, specialistka rehabilitacije, zdravnica v Dobrni (1956–1957)

## Razno
- Matija Gačnik (ok. 1580, ? – 1647, Podgora), vojaški častnik, plemič, turistični delavec
- Franc Ksaver Kajetan Dienersperg (1773, Dobrna – 1846, Gradec), plemič, baron, turistični delavec, podjetnik
- Johann Hoyos (1808, Dunaj – 1896, Celje), plemič, grof, turistični delavec, podjetnik, pomembno vplival na razvoj zdraviliškega turizma na Dobrni
- Roman Alexander Henn (1844, Dobrna – 1925, Vojnik), turistični delavec, podjetnik, župan, častni občan
- Karl May (1842, Hohenstein-Ernstthal – 1912, Radebeul), po njem se imenuje restavracija v toplicah, ker naj bi bil tu gost, v resnici nikoli ni bil v Dobrni[1]
- Anton Mogu (1928, Podgorje pri Letušu –), gozdar, lovec, turistični delavec, občinski nagrajenec, častni občan; predsednik Krajevne skupnosti Dobrna (1964–1968 in 1978–1986); predsednik Lovske družine Dobrna (1956–1973 in 1976–1982); predsednik Turističnega društva Dobrna (1971–1978 in 1988–1994); prejemnik zlatega vojniškega grba (1998); častni občan občine Dobrna (2002)
- Avguštin Čerenak (1940 –), gasilski častnik, občinski nagrajenec, predsednik Komisije za delo s starejšimi gasilci in član Upravnega odbora Gasilske zveze Vojnik-Dobrna
- Benedikt Podergajs (1953, Celje –), župan, pevec, planinec, gasilec - predsednik Gasilske zveze Vojnik-Dobrn, planinec, kulturnik, občinski nagrajenec - zlati vojniški grb
- Klemen Štimulak (1990, Dobrna –), dirkaški kolesar